# 巴尔古姆
巴尔古姆是德国石勒苏益格－荷尔斯泰因州的一个市镇。总面积17.29平方公里，总人口605人，其中男性305人，女性300人（2011年12月31日），人口密度35人/平方公里。